# Pauillac
 Pauillac  es una población y comuna francesa, situada en la región de Aquitania, departamento de Gironda, en el distrito de Lesparre-Médoc y cantón de Pauillac.

## Demografía
| 5703 | 5640 | 6363 | 6145 | 5670 | 5175 |
| Para los censos de 1962 a 1999 la población legal corresponde a la población sin duplicidades (Fuente: INSEE [Consultar]) |      |      |      |      |      |

## Vino
El pueblo abarca solo 12 km² de viñedos en el Haut-Médoc ("Alto Médoc") entre los pueblos de Saint-Julien al sur y Saint-Estèphe al norte, pero es la sede de tres vinos primeros crus de Burdeos: Château Lafite Rothschild, Château Latour y Château Mouton Rothschild.
La denominación de origen (AOC) Pauillac se puede aplicar solo a los vinos que reúnan determinadas condiciones, elaborados con uva recogida en el territorio definido por el juicio del tribunal de Lesparre el 29 de noviembre de 1926. El reconocimiento del Pauillac como appellation d'origine contrôlée (AOC) data de 1936. En el interior del territorio, se excluyen las parcelas situadas sobre aluvión moderno y arenas, sobre subsuelos impermeables. Es toda la comuna de Pauillac más determinados lugares de las comunas de Cissac-Médoc, Saint-Estèphe, Saint-Julien-Beychevelle y Saint-Sauveur. 

### Selección de fincas de Pauillac
- Château d'Armailhac
- Château Clerc-Milon
- Château Duhart-Milon-Rothschild
- Château Grand-Puy-Ducasse
- Château Grand-Puy-Lacoste
- Château Haut-Bages-Liberal
- Château Haut-Batailley
- Château Lafite Rothschild
- Château Latour
- Château Lynch-Bages
- Château Mouton Rothschild
- Château Pedesclaux
- Château Pichon Longueville Baron
- Château Pichon Longueville Comtesse de Lalande
- Château Pontet-Canet